# غيلامكو أرينا
ملعب غيلامكو أرينا (بالهولندية: Ghelamco Arena) ملعب متعدد الاستخدامات يقع في مدينة جينت ببلجيكا. ويستضيف مباريات فريق جينت , وقد افتتِح الملعب في 17 يوليو عام 2013م.
ويسع الملعب لحوالي 20 ألف متفرج.